# 中山梅治郎

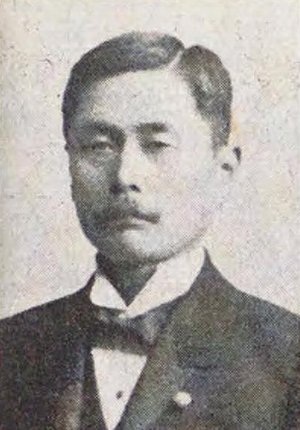
中山梅治郎

中山 梅治郎（なかやま うめじろう、1869年6月21日（明治2年5月12日） – 1919年（大正8年）10月24日）は、衆議院議員（立憲国民党）。

## 経歴
大和国磯城郡川東村（現在の奈良県磯城郡田原本町）出身。漢学を学び、1889年（明治23年）ごろより青年義会・青年修弁会を興し、青年たちに立憲主義を唱えた。農業を営み、その改良を図って、大日本農会などからたびたび表彰された。
1912年（明治45年）、第11回衆議院議員総選挙に出馬し、当選。3回連続当選を果たした。